# Mikuláš Puchník
Mikuláš Puchník z Černic, (latinsky Nicolaus Puchnikonis) (* kolem 1350, zemřel v Poděhusích, pohřben 19. září 1402 v Praze) byl český římskokatolický kněz, prelát, univerzitní pedagog a mnohoobročník. Patřil k předním osobnostem české církevní správy své doby. Byl kanovníkem olomoucké, mělnické a pražské kapituly, oficiál a generální vikář pražské arcidiecéze a později zvolený arcibiskup pražský. Byl také činný jako právnický teoretik, na Karlově univerzitě působil jako mistr a měl titul licenciát práva.

## Život
O jeho mládí není příliš známo. Pocházel z jihozápadních Čech z rodiny zemana Puchníka, díky kterému Mikuláš spolu s bratry Dobrohostem a Wolfartem vlastnil statky na Horažďovicku. Mikuláš studoval na Karlově univerzitě, kde se stal roku 1373 bakalářem a o dva roky později mistrem svobodných umění. Poté až do roku 1376 spravoval školu v Roudnici. Poté znovu studoval na univerzitě a roku 1383 obdržel licenciát práva. Určitou dobu byl rektorem kostela v Hartvíkovicích. Od roku 1383 působil jako oficiál a toho roku je poprvé doložen jako generální vikář.
Za své služby získal řadu obročí a toto kumulování úřadů mu vyneslo pověst chamtivce, který je "všude a nikde kanovník". Byl kanovníkem kapituly mělnické, kapituly svatojiřské, olomoucké kapitule a k tomu byl v roce 1385 zvolen a v roce 1388 papežem potvrzen kanovníkem metropolitní kapituly u sv. Víta. V letech 1391 až 1396 spravoval faru u sv. Mikuláše na Starém Městě a tento úřad zaměnil za kanovnictví na Pražském hradě u sv. Jiří a Vyšehradě. V roce 1401 získal také faru v moravské Jemnici.
Vedle toho aktivně působil od roku 1373 na právnické fakultě Karlovy univerzity. V roce 1385 rozhodoval za českou stranu spor o univerzitní kolej Karolinum, který vedli proti Konrádu Soltowi. Roku 1392 byl činný v procesu proti Matěji z Janova a o rok později vydal obsílku proti královskému komořímu Zikmundu Hulerovi. Publikoval teoretický právní spis Processus judiciarius secundum stilum Pragensem.
Zlom v jeho kariéře představovalo mučení, kterému byl vystaven v roce 1393 spolu s kolegou, generálním vikářem Janem z Pomuka, který na následky zemřel. Mikuláš musel potvrdit, že se nebude dále o mučení šířit. Ještě téhož roku skončil v úřadu generálního vikáře (k němuž se vrátil o dva roky později), na právnické fakultě a následujícího roku i jako oficiál.
Generálním vikářem byl od roku 1395 až do roku 1402, s krátkou přestávkou od smrti arcibiskupa Jana z Jenštejna do vysvěcení Olbrama z Škvorce arcibiskupem, kdy se tento titul změnil na administrátora. Po Olbramově smrti byl, nejspíše pod vlivem Zikmunda Lucemburského, pražskou kapitulou zvolen pražským arcibiskupem. Byl také potvrzen papežem Bonifácem IX. v úřadu. Po zvolení zaplatil 3000 grošů poplatků provize a ještě 1500 na pohledávkách po předešlých arcibiskupech. Nicméně se odhaduje, že notně bohatý Mikuláš požíval roční důchody ve výši 125 hřiven stříbra. Mikuláš však zemřel ještě před vysvěcením a arcibiskupem se stal Zbyněk Zajíc z Hazmburka.
Zemřel na hradě pánů z Rožmberka v Poděhusích tak náhle, že se spekulovalo, zda nebyl otráven. Byl pak slavnostně pohřben v chóru katedrály sv. Víta v Praze.